# Papir Oxirinc 654
El Papir Oxirinc 654 (1904) és un fragment de papir en escriptura uncial, descobert pels investigadors anglesos, B.P. Grenfell i Arthur Hunt l'any 1903 a la localitat de Behnesa (Oxirinc).

## Contingut
Comprèn quaranta-dues línies molt mutilades, distribuïdes en cinc, «lògies» o dites de Jesús datades en el segle II . Quasi tots els crítics estan d'acord que pertany a l'Evangeli de Tomàs.

## Reconstrucció del text
- «Aquests són els [....]discursos que va fer, Jesús, Senyor vivent a [....] i a Tomàs. I els digué: “Tot el que escolti aquestes paraules, no patirà la mort”.»
- «Jesús diu: “El que busca...no pari fins que trobi; i quan hagi trobat, es quedarà consternat; i consternat, regnarà; i regnant, descansarà”.»
- «Judes diu: “Quins són, doncs, els que ens arrosseguen a dalt del cel, si és que el regne és al cel?” Jesús diu: “Les aus del cel, les feres i tot el que pot haver sota la terra, o sobre d'ella i els peixos del mar, són els que us arrosseguen fins a Déu. I el regne dels cels dins vosaltres és. Qui doncs conegui a Déu, el trobarà, perquè coneixent-lo a Ell, us coneixereu a vosaltres mateixos i entendreu que sou fills del Pare, el Perfecte, i a la vegada us adonareu que sou ciutadans del cel. Vosaltres sou la ciutat de Déu”.»
- «Jesús diu: “A l'Home que dubta a on ha de posar-se, no li recarà de preguntar a algun dels seus companys sobre el seu lloc. Si no, haurà d'adonar-se que molts primers seran darrers i els darrers seran primers i que (aquests) són els que viuran”.»
- «Jesús diu: “Tot el que no està davant de la teva vista i el que t'està ocult, et serà revelat; doncs no hi ha cosa amagada que no arribi a ser manifestada i sepultada que no es desenterri”.»
- «Li pregunten els seus deixebles i (li) diuen: “¿Com farem dejuni i com orarem i com farem almoina i què observarem de coses semblants?” Jesús diu: “Mireu, no sigui que perdeu la recompensa. No feu si no les obres de la veritat. Doncs si feu aquestes, coneixereu el misteri amagat. Us dic Benaventurat és el que…”»